# Néstor Araujo
Néstor Alejandro Araujo Razo, född den 29 augusti 1991 i Guadalajara, är en mexikansk fotbollsspelare som spelar för spanska Celta Vigo.

## Klubbkarriär
Den 14 juni 2018 värvades Araujo av spanska Celta Vigo.

## Landslagskarriär
Néstor Araujo tog OS-guld i herrfotbollsturneringen vid de olympiska fotbollsturneringarna 2012 i London.